# Naro Moru
Naro Moru est une ville de la province centrale du Kenya, à quelques dizaines de kilomètres au sud de l'équateur, sur la route entre Nyeri et Nanyuki. Elle est située sur la rivière Naro Moru, sur le versant ouest du mont Kenya. Son activité principale est le tourisme, étant le point de départ d'un des principaux itinéraires vers le sommet.